# 王儉 (正統進士)
王儉（1411年—1470年），字用節，四川重慶府合州銅梁縣人，民籍，治《春秋》。

## 生平
六月初三日生，行四，由巴東縣學生中式湖廣鄉試第十九名舉人，會試中式第七十七名。年二十九歲中式正統四年己未科第二甲第二十五名進士。

## 家族
曾祖王政；祖王勝宗；父王仲亨；母郭氏。慈侍下，妻馬氏，兄綱（任巴東縣儒學訓導）；佐；佑，弟侃；偉；儒；脩；億。